# Ванадзинь, Николай Карлович
Николай Карлович Ва́надзинь (латыш. Nikolajs Vanadziņš; 1892—1978) — латвийский органист и музыкальный педагог. Народный артист Латвийской ССР (1969).

## Биография
Окончил Петроградскую консерваторию (1917), ученик Жака Хандшина. После возвращения своего учителя в Швейцарию возглавлял в 1920—1923 годах органный класс Петроградской консерватории, где его учеником был, в частности, Исай Браудо.
С 1923 года жил и работал в Латвии, возглавлял Народные консерватории в Даугавпилсе (1923—1929) и Риге (1929—1943), Музыкальное училище при Латвийской консерватории (1945—1956). С 1938 года преподавал в Латвийской консерватории, с 1947 года — профессор. Среди учеников Ванадзиня были, в частности, Петерис Сиполниекс, Ольгертс Цинтиньш, Айвар Калейс, Евгения Лисицына, Таливалдис Декснис.
Брат Карлис Герхардс Ванадзиньш (1890—1965), медик, окончил Дерптский университет (1917) и до 1939 г. вёл медицинскую практику в Цесисе, одновременно в 1922—1933 годах исполняя обязанности городского головы. С окончанием Второй мировой войны эмигрировал в Швецию, умер в Векшё.